# パーヴェル・セレブリャーコフ
パーヴェル・アレクセーヴィチ・セレブリャーコフ（ロシア語: Павел Алексеевич Серебряков；ラテン文字転写：Pavel Alexeyevich Serebryakov、1909年2月28日 ツァリーツィン(現・ヴォルゴグラード) - 1977年8月17日 レニングラード）は旧ソ連のロシア人ピアニスト。

## 経歴
幼少期から修学期
1909年、ロシア帝国・ツァリーツィン(現・ヴォルゴグラード)で生まれた。モスクワ音楽院を卒業した父からピアノの弾き方を教わったのち。しかしロシア内戦と父が死去したことから10代より働かなければならなくなり、赤軍病院の合唱隊に所属し、その後その政治部宣伝車の伴奏者として働いた。
1923年にツァリーツィ音楽院(現・ヴォルゴグラード音楽院)を卒業。レニングラード(現・サンクトペテルブルク)に出て、レニングラード音楽院に入学し、ピアノをレオニード・ニコラーエフに師事した。1930年に音楽院を卒業後、同音楽院研究科に進み、引き続きニコラーエフの下で演奏技術を磨いた。さらにアレクサンドル・グラズノフ教授からも学んだ。1929年よりコンサートでの演奏を開始し、演奏家としても活動した。1932年に研究科を卒業。
音楽院卒業後
1932年にレニングラード音楽院で教職についた。1933年、第1回国民コンクールで準優勝し、演奏旅行を行った。1939年に同音楽院教授に昇格。1938年から1951年、1961年から1977年まで、二度に渡って院長を務めた。中でも1941年には、第二次世界大戦の戦火を避けて音楽院のタシケント疎開にあたった。また、1954年から1960年には、グラトビア音楽院でも教授を行った。
音楽院での教育を通じて、多くの後進を育て、またチャイコフスキー国際コンクールほかで審査員を務めた。1977年、レニングラードで死去。

## 受賞・栄典
- 1932年：ショパン国際ピアノコンクール名誉賞
- 1933年：第1回全連邦音楽家・演奏家コンクールで準優勝
- 1938年：名誉勲章。レニングラード音楽院創立75周年と音楽人材育成の分野における優れた功績に対して。
- 1944年：ウズベク・ソビエト社会主義共和国名誉芸術家
- 1957年：ロシア・ソビエト社会主義共和国功労芸術家
- 1961年：レーニン勲章
- 1962年：ソ連人民芸術家
- 1969年：労働赤旗勲章

## 演奏活動について
1928年より国際的な演奏旅行を開始した。
1953年にエフゲニー・ムラヴィンスキー指揮によるチャイコフスキーピアノ協奏曲第１番の最初の録音が行われた際には、ソリストとして参加した。また、ムスティスラフ・ロストロポーヴィチ、ミハイル・ヴァイマンとともにロストロポーヴィチ三重奏団の一員であった。
日本との関係では、1960年と1963年に来日した。 

## 家族・親族
- 父：アレクセイ・セレブリャコフ（ロシア語版）はモスクワ音楽院卒業生。
- 母：歌手。セレブリャコフ家には5人の子供がいた。

## 資料
- The New Grove dictionary of music and musicians. XVII, page 159.
- Musical Protraits of the 20th Century - LXXVIII（The Voice of Russia）